# جغرافیای دومینیکا
دومینیکا جزیره‌ای در دریای کارائیب است که در نیمه راه بین جزایر فرانسوی گوادلوپ (در شمال) و مارتینیک (در جنوب) واقع شده‌است. دومینیکا به دلیل گیاهان و جانوران دیدنی، سرسبز و متنوع که توسط یک مجموعه از پارک‌های طبیعی گسترده محافظت می‌شود، به عنوان «جزیره طبیعت کارائیب» شناخته می‌شود. این جزیره چهارمین جزیره بزرگ در شرق کارائیب با جمعیتی عمدتاً آفریقایی‌تبار است.
پست‌ترین نقطه کشور در سطح دریا در امتداد ساحل است و بالاترین آن مورن دیابلوتینز (۱٬۴۴۷ متر (۴٬۷۴۷ فوت)) است). ساحل منتهی الیه جنوب غربی جزیره شامل یک دهانه بزرگ زیردریایی فرو ریخته‌است. بخش‌هایی از لبه آشکار این دهانه، نوک جنوب غربی جزیره در اسکاتز هد را تشکیل می‌دهد. منابع طبیعی شامل کشاورزی، نیروی برق‌آبی و الوار می‌باشد.
از نظر جغرافیایی، دومینیکا از بسیاری جهات متمایز است. این کشور یکی از ناهموارترین مناظر در دریای کارائیب را دارد که توسط جنگل بارانی چندلایه و عمدتاً بهره‌برداری‌نشده پوشیده شده‌است. دومینیکا همچنین یکی از پرباران‌ترین سرزمین‌های زمین است و رواناب‌های آن رودخانه‌های آبشاری و استخرهای طبیعی تشکیل می‌دهد. این جزیره که زیستگاه گونه‌های کمیاب حیات وحش است، نمونه‌ای از جزایر حفاظت‌شده استوایی زیبا و دست‌نخورده‌است. بر اساس یک باور رایج در جزایر هند غربی، دومینیکا تنها قلمرو بر جدید است که کریستف کلمب اگر آن را امروزه می‌دید می‌توانست آن را بازشناسد.
دومینیکا بزرگترین و شمالی‌ترین جزایر بادگیر است. این جزیره از شرق با اقیانوس اطلس و از غرب با دریای کارائیب رو به رو است. نزدیکترین همسایگان آن جزایر فرانسوی گوادلوپ در حدود ۴۸ کیلومتر (۳۰ مایل) در سمت شمال، و مارتینیک، حدود ۴۰ کیلومتر (۲۵ مایل) در سمت جنوب هستند. دومینیکا به شکل مستطیل و کمی کوچکتر از شهر نیویورک است. این جزیره ۷۵۰ کیلومتر مربع (۲۹۰ مایل مربع) مساحت و ۴۷ کیلومتر (۲۹ مایل) طول و ۲۹ کیلومتر (۱۸ مایل) عرض دارد. روسو، پایتخت و بندر اصلی کشور، در موقعیت مطلوبی در ساحل جنوب غربی پناه گرفته‌است.
نام خلیج‌ها از نوک شمالی جزیره در جهت عقربه‌های ساعت به شرح زیر است: خلیج آگوچا، خلیج ساندویچ، خلیج گراند باپتیست، خلیج پتی باپتیست، خلیج لا تیل، خلیج خشن، خلیج ماریگوت، خلیج استراحت واکر، خلیج سوفیا، خلیج لندن دری، خلیج منگو، خلیج میدل، خلیج پانتو هول، خلیج پتی سوفریر سوفریر، خلیج، خلیج وودبریج، خلیج پرنس روپرت، خلیج داگلاس.

## آب و هوا
آب و هوای این جزیره گرمسیری است که توسط بادهای بسامان شمال شرقی و بارندگی شدید تعدیل می‌شود.
دومینیکا دارای آب و هوای جنگل‌های بارانی استوایی و در برخی مناطق نزدیک به آب و هوای گرمسیری موسمی است با دمای مشخصاً گرم و بارندگی شدید. گرما و رطوبت بیش از حد توسط جریان پیوسته بادهای بسامان شمال شرقی که به‌طور دوره ای در طول تابستان نیمکره شمالی به طوفان تبدیل می‌شوند تا حدودی کاهش می‌یابد. شیب‌های تند داخلی نیز دما و باد را تغییر می‌دهد. به دلیل تأثیرات تعدیل کننده اقیانوس‌های اطراف، محدوده تغییرات دمایی اندک است. میانگین دمای روز معمولاً از ۲۶ درجه سلسیوس (۷۸٫۸ درجه فارنهایت) در ژانویه تا ۳۲ درجه سلسیوس (۸۹٫۶ درجه فارنهایت) در ژوئن متغیر است. محدوده روزانه دما معمولاً در بیشتر نقاط بیشتر از ۳ درجه سلسیوس تغییر ندارد، اما کاهش دما به ۱۳ درجه سلسیوس در بلندترین قله‌ها غیر معمول نیست.
بیشتر منابع آب کافی جزیره توسط بادهای بسامان (بادهای تجاری) تأمین می‌شود. اگرچه مقدار آن با موقعیت مکانی متفاوت است، بارندگی در طول سال امکان‌پذیر است و بیشترین تعداد بارش ماهانه از ژوئن تا اکتبر ثبت شده‌است. میانگین بارندگی سالانه در امتداد ساحل شرقی بادگیر اغلب بیش از ۵٬۰۰۰ میلیمتر (۱۹۶٫۹ اینچ) است، و دامنه‌های باران‌گیر کوه‌ها تا ۹٬۰۰۰ میلیمتر (۳۵۴٫۳ اینچ) دریافت می‌کنند که از بالاترین میزان انباشت بارش در جهان است. با این حال، مجموع بارش در کرانه غربی بادگیر، تنها حدود ۱٬۸۰۰ میلیمتر (۷۰٫۹ اینچ) در سال است. درجه رطوبت ارتباط نزدیکی با الگوهای بارندگی دارد که بیشترین مقدار آن در شیب‌های بادگیر و کمترین آن در مناطق حفاظت‌شده رخ می‌دهد. رطوبت نسبی بین ۷۰ تا ۹۰ درصد در روزو ثبت شده‌است.
طوفان‌ها و بادهای شدید که به احتمال زیاد در مرطوب‌ترین ماه‌ها رخ می‌دهد، گاهی ویرانگر هستند. جدیدترین طوفان قابل توجه طوفان ویرانگر ماریا در سال ۲۰۱۷ بود در ۱۷ اوت ۲۰۰۷، طوفان دین، که در آن زمان رده ۱ بود، به جزیره برخورد کرد. یک مادر و پسر هفت‌ساله‌اش بر اثر رانش زمین ناشی از بارش شدید باران به خانه‌شان جان باختند. در یک حادثه دیگر دو نفر بر اثر سقوط یک درخت بر روی خانه‌شان مجروح شدند. نخست‌وزیر روزولت اسکریت برآورد کرد که ۱۰۰ تا ۱۲۵ خانه آسیب دیده‌است و بخش کشاورزی به ویژه محصول موز آسیب زیادی دیده‌است.
پیش از آن طوفان‌های دیوید و فردریک در اوت ۱۹۷۹ و آلن در اوت ۱۹۸۰ رخ داده بود. طوفان‌های سال ۱۹۷۹ بیش از ۴۰ کشته، ۲۵۰۰ مجروح، و ویران شدن گسترده مسکن و فرآورده‌های کشاورزی را به همراه داشت. بسیاری از کالاهای کشاورزی در طوفان ۱۹۸۰ از بین رفتند و حدود ۲۵ درصد از محصول موز در سال ۱۹۸۴ توسط بادهای شدید از بین رفت.
در زیر داده‌های آب و هوای روزو، پایتخت واقع در سمت غربی دومینیکا که تا حدی از بادهای بسامان توسط کوه‌ها محافظت شده‌است، آورده شده‌است.
| داده‌های اقلیم روزو                | داده‌های اقلیم روزو | داده‌های اقلیم روزو | داده‌های اقلیم روزو | داده‌های اقلیم روزو | داده‌های اقلیم روزو | داده‌های اقلیم روزو | داده‌های اقلیم روزو | داده‌های اقلیم روزو | داده‌های اقلیم روزو | داده‌های اقلیم روزو | داده‌های اقلیم روزو | داده‌های اقلیم روزو | داده‌های اقلیم روزو |
| ماه                               | ژانویه             | فوریه              | مارس               | آوریل              | مه                 | ژوئن               | ژوئیه              | اوت                | سپتامبر            | اکتبر              | نوامبر             | دسامبر             | سال                |
| --------------------------------- | ------------------ | ------------------ | ------------------ | ------------------ | ------------------ | ------------------ | ------------------ | ------------------ | ------------------ | ------------------ | ------------------ | ------------------ | ------------------ |
| سابقهٔ بیش‌ترین °C (°F)             | ۳۳ (۹۱)            | ۳۴ (۹۳)            | ۳۶ (۹۷)            | ۳۶ (۹۷)            | ۳۶ (۹۷)            | ۳۶ (۹۷)            | ۳۵ (۹۵)            | ۳۵ (۹۵)            | ۳۵ (۹۵)            | ۳۷ (۹۹)            | ۳۵ (۹۵)            | ۳۴ (۹۳)            | ۳۷ (۹۹)            |
| میانگین بیش‌ترین °C (°F)           | ۲۸٫۰ (۸۲)          | ۲۸٫۰ (۸۲)          | ۲۸٫۴ (۸۳)          | ۲۹٫۱ (۸۴)          | ۲۹٫۶ (۸۵)          | ۳۰٫۱ (۸۶)          | ۳۰٫۲ (۸۶)          | ۳۰٫۵ (۸۷)          | ۳۰٫۴ (۸۷)          | ۲۹٫۰ (۸۴)          | ۲۹٫۶ (۸۵)          | ۲۸٫۶ (۸۳)          | ۲۹٫۳ (۸۵)          |
| میانگین روزانه °C (°F)            | ۲۴٫۹ (۷۷)          | ۲۴٫۸ (۷۷)          | ۲۵٫۱ (۷۷)          | ۲۵٫۸ (۷۸)          | ۲۶٫۶ (۸۰)          | ۲۷٫۳ (۸۱)          | ۲۷٫۴ (۸۱)          | ۲۷٫۴ (۸۱)          | ۲۷٫۱ (۸۱)          | ۲۶٫۱ (۷۹)          | ۲۶٫۲ (۷۹)          | ۲۵٫۴ (۷۸)          | ۲۶٫۲ (۷۹)          |
| میانگین کم‌ترین °C (°F)            | ۲۱٫۸ (۷۱)          | ۲۱٫۶ (۷۱)          | ۲۱٫۸ (۷۱)          | ۲۲٫۵ (۷۳)          | ۲۳٫۷ (۷۵)          | ۲۴٫۵ (۷۶)          | ۲۴٫۶ (۷۶)          | ۲۴٫۳ (۷۶)          | ۲۳٫۸ (۷۵)          | ۲۳٫۲ (۷۴)          | ۲۲٫۸ (۷۳)          | ۲۲٫۲ (۷۲)          | ۲۳٫۱ (۷۴)          |
| سابقهٔ کم‌ترین °C (°F)              | ۱۶ (۶۱)            | ۱۶ (۶۱)            | ۱۶ (۶۱)            | ۱۷ (۶۳)            | ۱۸ (۶۴)            | ۲۰ (۶۸)            | ۱۸ (۶۴)            | ۱۹ (۶۶)            | ۱۸ (۶۴)            | ۱۸ (۶۴)            | ۱۸ (۶۴)            | ۱۷ (۶۳)            | ۱۶ (۶۱)            |
| بارندگی میلی‌متر (اینچ)            | ۱۵۹ (۶٫۲۶)         | ۱۰۷ (۴٫۲۱)         | ۱۳۵ (۵٫۳۱)         | ۱۲۲ (۴٫۸)          | ۲۲۰ (۸٫۶۶)         | ۱۶۲ (۶٫۳۸)         | ۱۸۱ (۷٫۱۳)         | ۲۴۳ (۹٫۵۷)         | ۲۹۸ (۱۱٫۷۳)        | ۳۳۴ (۱۳٫۱۵)        | ۳۷۴ (۱۴٫۷۲)        | ۲۴۰ (۹٫۴۵)         | ۲٬۵۷۵ (۱۰۱٫۳۸)     |
| درصد رطوبت                        | ۷۱                 | ۶۸                 | ۶۵                 | ۶۴                 | ۶۴                 | ۶۷                 | ۷۲                 | ۷۳                 | ۷۱                 | ۷۳                 | ۷۴                 | ۷۲                 | ۷۰                 |
| میانگین روزانه ساعت‌های تابش آفتاب | ۱۹۸٫۹              | ۲۰۰٫۶              | ۲۲۷٫۳              | ۲۴۴٫۹              | ۲۴۳٫۲              | ۲۲۷٫۷              | ۲۳۱٫۲              | ۲۴۰٫۴              | ۲۱۲٫۲              | ۲۱۹٫۵              | ۱۹۴٫۰              | ۱۸۹٫۵              | ۲٬۶۲۹٫۴            |
| منبع شماره ۱: NOAA                |                    |                    |                    |                    |                    |                    |                    |                    |                    |                    |                    |                    |                    |
| منبع شماره ۲: BBC Weather         |                    |                    |                    |                    |                    |                    |                    |                    |                    |                    |                    |                    |                    |

## زمین‌شناسی
دومینیکا واپسین جزیره‌ای بود که در دریای کارائیب شکل گرفت. این جزیره در حدود ۲۶ میلیون سال پیش در اثر فعالیت آتشفشانی ایجاد شد. دومینیکا روی دو صفحه زمین‌ساختی متضاد قرار گرفته‌است. این توضیح می‌دهد که چرا جزیره ای به این کوچکی دارای کوه‌هایی به ارتفاع ۵٬۰۰۰ فوت (۱٬۵۲۴ متر) است.
از نظر زمین‌شناسی، دومینیکا بخشی از قوس آتشفشانی ناهموار آنتیل کوچک است. ستون فقرات مرکزی کشور، یک محور شمال غربی-جنوب شرقی از دامنه‌های آتشفشانی تند و دره‌های عمیق است که معمولاً از ارتفاع ۳۰۰ تا ۱٬۴۰۰ متر (۹۸۴ تا ۴٬۵۹۳ فوت)) بالاتر از سطح دریا متغیرند. چندین رشته کوه با گرایش شرق به غرب به دشت ساحلی باریک امتداد می‌یابند. ساحل جزیره پوشیده از صخره‌های دریایی است. بلندترین قله جزیره، مورن دیابلوتینز با ۱٬۴۴۷ متر (۴٬۷۴۷ فوت) است؛ مورن تروآ پیتونز، با ارتفاع ۱٬۴۲۳ متر (۴٬۶۶۹ فوت)، بیشتر در جنوب قرار دارد و محل پارک ملی است.
نمای داخلهٔ جزیره دارای کوه‌های ناهموار با منشأ آتشفشانی است. آتشفشان هنوز در این جزیره کاملاً مشهود است، محبوب‌ترین نمونه‌ها دریاچه جوشان دومینیکا و «دره ویران» است. دریاچه جوشان (دومین دریاچه جوشان بزرگ جهان) درون یک دهانه قرار دارد و توسط یک آبشار تغذیه می‌شود - باور بر این است که جوشش آن ناشی از گرمای یک محفظه ماگما در زیر دریاچه است. درهٔ ویران یک دره گوگردی از دودکش‌های آتشفشانی و چشمه‌های آب گرم است که مانع از رشد قابل توجه گیاهان می‌شود - در تضاد کامل با جنگل‌های بارانی اطراف. دهانه آتشفشانی که امروزه از نظر فنی غیرفعال است، آخرین بار در سال ۱۸۸۰ فوران کرد. منطقه ای که در ۴ ژانویه ۱۸۸۰ منفجر شد «دقیقاً ۹ مایل مربع» گزارش شد.
سطح ناهموار دومینیکا با گذشته آتشفشانی آن تعریف شده‌است. سازندهای سنگی عمدتاً آندزیت و ریولیت آتشفشانی هستند، با تخته سنگ‌های افتاده و برآمدگی‌های لبه‌تیز بر روی پایه‌های شیب‌دار. خاک‌های رسی و شنی با رنگ روشن تا تیره که از سنگ‌ها و پوشش گیاهی تجزیه‌شده به دست می‌آیند، عموماً حاصلخیز و متخلخل هستند. با این حال، تنها چند دره داخلی و نوار ساحلی به اندازه کافی مسطح هستند تا پیامدهای انباشتگی خاک حاصل شود.
اگرچه تعداد زیادی تکانهٔ لرزه‌ای خفیف در سال ۱۹۸۶ ثبت شد، فوران‌های آتشفشانی هزاران سال پیش متوقف شد. چشمه‌های گوگردی و منافذ بخار که عمدتاً در بخش‌های مرکزی و جنوبی جزیره متمرکز شده‌اند، همچنان فعال هستند. یکی از بزرگترین چشمه‌ها، همان دریاچه جوشان است که در پارک ملی قرار دارد.
دومینیکا سرشار از آب است با رودهای مرتفعی با جریان سریع که به دره‌های عمیق می‌ریزند و استخرهای طبیعی و دریاچه‌های دهانه را تشکیل می‌دهند. رودها قابل کشتیرانی نیستند، اما بسیاری از آنها منابع انرژی برق آبی هستند. آبشار ترافالگار، واقع در نزدیکی پارک ملی، یکی از دیدنی‌ترین مکان‌های جزیره است. این آبشار شامل آبشارهای دوقلویی است که به نام‌های مادر و پدر شناخته می‌شوند. در پایه هر آبشار استخرهای طبیعی وجود دارد. رودخانه‌های اصلی که به سمت غرب جریان دارند، لایو و روزو هستند، و اصلی‌ترین رودخانه‌ای که به سمت شرق زهکشی می‌کند، تولامان نام دارد. بزرگترین دریاچه دهانه‌ای به نام بوری در پارک ملی قرار دارد. در جزیره مجموعاً ۳۶۵ آبراه و ۸۳ آبراه «مهم» وجود دارد که شامل رودخانه‌ها و نهرها نیز می‌شود.

## تاریخ طبیعی
۱۷۲ گونه پرنده شامل چهار گونه مرغ مگس، باز بال‌پهن، حواصیل شب تاج‌زرد و لرزانک قهوه‌ای وجود دارد. برخی از گیاهان و حیواناتی که تصور می‌شود در جزایر اطراف منقرض شده‌اند، هنوز در جنگل‌های دومینیکا یافت می‌شوند.
طوطی آمازون شاهانه پرنده ملی دومینیکا است و بومی جنگل‌های کوهستانی آن است.
سواحل دریای کارائیب جزیره دومینیکا محل زندگی بسیاری از گونه‌های دریایی است. مهم‌تر از همه، گروه کوچکی از نهنگ‌های عنبر در طول سال در این منطقه زندگی می‌کنند. اینها جانورانی خجالتی هستند، اما اگر در یک روز آرام بیرون بروید، بخت زیادی برای دیدن آنها وجود دارد. سایر گونه‌های دریایی که معمولاً در این منطقه دیده می‌شوند عبارتند از: نهنگ خلبان، دلفین فریزر، دلفین خال‌دار گرمسیری و دلفین پوزه‌بطری معمولی. حیواناتی که کمتر دیده می‌شوند عبارتند از: نهنگ غازنوک، نهنگ دندان‌کلفت، نهنگ عنبر ریزقد، نهنگ عنبر کوتوله، دلفین یونس، دلفین معمولی، نهنگ گوژپشت و نهنگ براید. این امر دومینیکا را به مقصدی برای گردشگران علاقه‌مند به تماشای نهنگ تبدیل کرده‌است.